# USBCell
USBCell là tên một loại pin sạc lại được sản xuất bởi công ty Moixa Energy. Các viên pin bao gồm một kết nối USB cho phép sạc sử dụng bất cứ cổng USB nào.
Các sản phẩm hiện tại chỉ tương thích với pin AA sạc lại được. Nhưng các sản phẩm sau này được quảng cáo là sẽ có pin AAA, pin C, pin D, cũng như các loại pin sử dụng cho điện thoại di động.
Sản phẩm USBCell pin AA, ra mắt vào 19 tháng 9 năm 2006, đã nhanh chóng có trong danh sách UK Design Week Award cho sản phẩm tiêu biểu năm 2006.